# Иоганн Георг Гогенцоллерн-Гехингенский
Иоганн Георг Гогенцоллерн-Гехингенский (1577, Гехинген — 28 сентября 1623, Гехинген) — второй граф Гогенцоллерн-Гехингена (1605—1623), первый князь Гогенцоллерн-Гехингена (1623).

## Биография
Иоганн Георг был единственным из выживших сыновей графа Эйтеля Фридриха IV Гогенцоллерна-Гехингена (1545—1605) от второго брака с Сибиллой (1558—1599), дочерью графа Фробена Кристофа фон Циммерна (1519—1566).
Иоганн Георг воспитывался при дворе своих родственников, курфюрстов бранденбургских, в Берлине.
Иоганн Георг Гогенцоллерг-Гехингенский был католиком и сохранял верность императору Священной Римской империи. С 1603 по 1605 год он являлся президентом Имперского камерального суда, а позднее стал президентом Надворного совета.
В январе 1605 года после смерти своего отца Эйтеля Фридриха Иоганн Георг унаследовал графство Гогенцоллерн-Гехинген.
Иоганн Георг представлял Австрию в Рейхстаге Священной Римской империи. Вместе с Иоганном Писториусом он пытался убедить маркграфа Георга Фридриха Баден-Дурлахского вернуться в католическую веру. В 1609 году император отправил его в качестве специального посланника ко двору французского короля. После возвращения из Франции он встречался с эрцгерцогом Альбрехтом VII Австрийским в Брюсселе.
Из-за низкой оплаты и споров с кардиналом Мельхиором Клеслом Иоганн Георг Гогенцоллерн-Гехингенский трижды пытался уйти в отставку в 1612 и 1613 годах. Однако император не принял его отставку. В 1614 году он во главе посольства вновь был отправлен с дипломатической миссией во Францию.
В 1620 году император Священной Римской империи Фердинанд II наградил Иоганна Георга орденом Золотого руна. 23 марта 1623 года вместе 22 имперскими графами Иоганн Георг Гогенцоллерн-Гехинген получил титул имперского князя. Таким образом, германский император Фердинанд II Габсбург пытался восстановить политическое равновесие между католическими и протестантскими князьями.
Иоганн Георг описывался как талантливый и образованный. В 1623 году он построил бастионы в Замке Гогенцоллерн.

## Брак и дети
11 октября 1598 года в Гехингене Иоганн Георг женился на Франциске (ум. 1619), дочери графа Фридриха I фон Зальм-Нёвиля. Дети:
- Карл (1599—1599)
- Сибилла (ум. 8 августа 1621), муж с 1615 года граф Эрнст фон дер Марк (1590—1654)
- Франциска Катарина (ум. 1665), муж с 1619 года граф Якоб Ганнибал II фон Гогенемс (1595—1646)
- Эйтель Фридрих V (1601—1661), 2-й князь Гогенцоллерн-Гехингена (1623—1661). Женат с 1630 года на графине Елизавете ван Берг (1613—1671)
- Иоганн Фридрих (род. и ум. 1602)
- Анна-Мария (1603—1652), муж с 1619 года ландграф Эгон VIII фон Фюрстенберг-Хайлигенберг (1588—1635)
- Георг Фридрих (ум. 1633), погиб в бою
- Мария Домина (умерла в детстве)
- Екатерина Урсула (ум. 1640), муж с 1624 года маркграф Вильгельм Баден-Баденский (1593—1677)
- Рената Мария (ум. 1637), муж с 1625 года граф Гуго Кёнигзегг-Ротенфельсский (1595—1666)
- Максимилиана (ум. 1639), муж с 1630 года граф Иоганн Франц фон Траутзон (1609—1663)
- Леопольд Фридрих (ум. 1659), каноник в Кёльне
- Анна-Мария (1614—1670), муж с 1636 года граф Эрнст фон Изенбург-Гренцау (1584—1664)
- Филипп (1616—1671), 3-й князь Гогенцоллерн-Гехинген (1661—1671), женат с 1662 года на Марии Сидонии Баден-Родемахернской (1635—1686)